# Jules Guesde

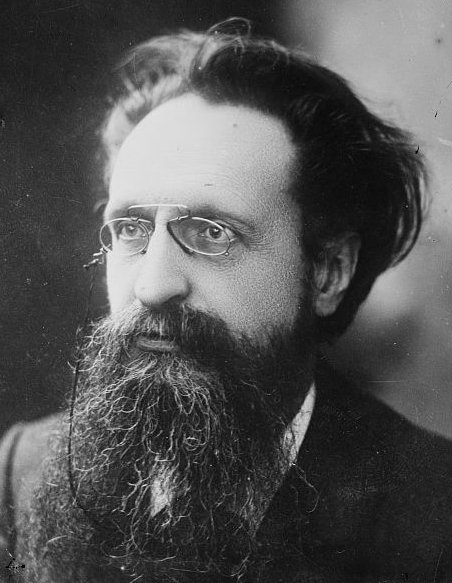
Jules Guesde

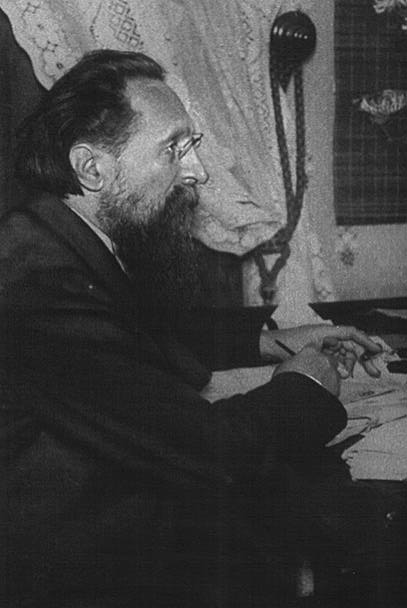
Jules Guesde 1914

Jules Bazile, genannt Jules Guesde [gɛd], (* 11. November 1845 in Paris; † 28. Juli 1922 in Saint-Mandé, Département Seine, heute Val-de-Marne) war ein französischer Politiker.

## Leben
Jules Bazile stand früh in scharfer Opposition zum Kaiserreich, weshalb er Artikel unter dem Pseudonym Guesde, dem Namen seiner Mutter verfasste. Als Unterstützer der Pariser Kommune wurde er zu Haftstrafen verurteilt, denen er durch ein Exil in der Schweiz entging. Zunächst eher dem Anarchismus zugeneigt, übersetzte er 1875 das erste Kapitel von Marxens Kapital ins Französische. Danach verbreitete er durch seine Zeitung L’Égalité (1877–1883) marxistische Ideen in Frankreich. Er gründete 1882 zusammen mit Paul Lafargue die Parti ouvrier, die sich 1893 in Parti ouvrier français umbenannte.
1893 wurde er für Roubaix zum Abgeordneten gewählt. Er verstand sich als kollektivistisch, internationalistisch und revolutionär. 1899 stellte er sich in der Frage der Beteiligung an der bürgerlichen Regierung Waldeck-Rousseau gegen Jean Jaurès.
1902 fusionierte seine Partei mit mehreren anderen zur Parti socialiste de France. Beim internationalen sozialistischen Kongress von Amsterdam 1904 hatten seinen Thesen großen Erfolg, aber in Frankreich gewann die von Jaurès vertretene Tendenz die Mehrheit. 1905 fusionierten die Parti socialiste de France (ex-parti ouvrier français) und die Parti socialiste français, um die Section française de l’Internationale ouvrière (SFIO) zu gründen.
Trotz seiner theoretischen Positionen wurde Guesde von 1914 bis 1916 (Kabinette Viviani und Briand) Minister und vertrat während des Ersten Weltkriegs nationalistische Positionen.
Nach dem Friedensschluss schloss sich Guesde wieder der SFIO an und entschied sich damit gegen die Französische Sektion der Kommunistischen Internationale, die spätere Kommunistische Partei.